# Récompenses des Grizzlies de Memphis
Les Grizzlies de Memphis sont une franchise de basket-ball américaine évoluant dans la National Basketball Association. Cet article regroupe l'ensemble des récompenses des Grizzlies de Memphis durant les saisons NBA.

## Titres de l'équipe

### Champion NBA
Les Grizzlies n'ont pas remporté de titre NBA.

### Champion de conférence
Ils n'ont pas remporté de titre de champion de conférence.

### Champion de division
Les Grizzlies ont été 2 fois champions de leur division : 2022 et 2023.
Ces titres ont été obtenus au sein de la division Sud-Ouest.

## Titres individuels

### Défenseur de l'année
- Marc Gasol – 2013
- Jaren Jackson Jr - 2023

### Rookie de l'année
- Pau Gasol – 2002
- Ja Morant – 2020

### 6ème homme de l'année
- Mike Miller – 2006

### Meilleure progression de l'année
- Ja Morant – 2022

### Entraîneur de l'année
- Hubie Brown – 2004

### Exécutif de l'année
- Jerry West – 2004
- Zach Kleiman – 2022

### NBA Sportsmanship Award
- Mike Conley (x3) – 2014, 2016, 2019

### Twyman-Stokes Teammate of the Year
- Vince Carter – 2016
- Mike Conley  – 2019

## Hall of Fame

### Joueurs
3 hommes ayant joués aux Grizzlies principalement, ou de façon significative pendant sa carrière ont été introduits au Basketball Hall of Fame (également appelé Naismith Memorial Basketball Hall of Fame).
| Joueur        | Activité aux Grizzlies | Activité aux Grizzlies | Hall of Fame        |
| Joueur        | Années                 | Titres avec Memphis    | Année intronisation |
| ------------- | ---------------------- | ---------------------- | ------------------- |
| Allen Iverson | 2009                   | 0                      | 2016                |
| Pau Gasol     | 2001-2008              | 0                      | 2023                |
| Vince Carter  | 2014-2017              | 0                      | 2024                |

### Entraineurs, managers et contributeurs
| Personnalité | Activité aux Grizzlies | Activité aux Grizzlies | Activité aux Grizzlies | Hall of Fame        | Hall of Fame |
| Personnalité | Années                 | Titres avec Memphis    | Fonction               | Année intronisation | Qualité      |
| ------------ | ---------------------- | ---------------------- | ---------------------- | ------------------- | ------------ |
| Hubie Brown  | 2002–2005              | 0                      | entraîneur             | 2005                | contributeur |
| Jerry West   | 2002-2007              | 0                      | manager                | 2024                | contributeur |

## Maillots retirés
Les maillots retirés de la franchise des Grizzlies sont les suivants :
- 9 - Tony Allen
- 33 - Marc Gasol
- 50 - Zach Randolph

## Récompenses du All-Star Week-End

### Sélections au All-Star Game
Liste des joueurs sélectionnés pour le All-Star Game, en tant que joueur des Grizzlies de Memphis :
- Pau Gasol – 2006
- Zach Randolph (x2) – 2010, 2013
- Marc Gasol (x3) – 2012, 2015, 2017
- Ja Morant (x2) – 2022, 2023
- Jaren Jackson Jr. (x2)– 2023, 2025

## Distinctions en fin d'année

### All-NBA Team

#### All-NBA First Team
- Marc Gasol – 2015

#### All-NBA Second Team
- Marc Gasol – 2013
- Ja Morant – 2022

#### All-NBA Third Team
- Zach Randolph – 2011

### NBA All-Rookie Team

#### NBA All-Rookie First Team
- Shareef Abdur-Rahim – 1997
- Mike Bibby – 1999
- Pau Gasol – 2002
- Shane Battier – 2002
- Drew Gooden – 2003
- Rudy Gay – 2007
- O. J. Mayo – 2009
- Jaren Jackson Jr. – 2019
- Brandon Clarke – 2019
- Ja Morant – 2019
- Zach Edey – 2025
- Jaylen Wells – 2025

#### NBA All-Rookie Second Team
- Bryant Reeves – 1996
- Gordan Giriček – 2003
- Juan Carlos Navarro – 2008
- Marc Gasol – 2009
- Desmond Bane – 2021
- G. G. Jackson – 2024

### NBA All-Defensive Team

#### NBA All-Defensive First Team
- Tony Allen (x3) – 2012, 2013, 2015
- Jaren Jackson Jr. (x2) – 2022, 2023

#### NBA All-Defensive Second Team
- Tony Allen (x3) – 2011, 2016, 2017
- Marc Gasol – 2013
- Mike Conley – 2013
- Dillon Brooks – 2023
- Jaren Jackson Jr. – 2025